# Ормер Локлір
Ормер Леслі Локлір (28 жовтня 1891 — 2 серпня 1920) — американський пілот-каскадер і актор.

## Ранні роки
Локлір народився в Грінвіллі, штат Техас, і виріс у Форт-Верті. В 1911 році Локлір зустрів відомого авіатора Келбрейта Перрі Роджерса, який приземлив свій літак у Форт-Вtрті, щоб прочистити паливопровід. Після знайомства з Роджерсом Локлір захопився авіацією та літаками і незабаром після цього разом з братом сконструював власний планер. Отримавши освіту, Локлір пішов працювати тесляром.

## Кар'єра пілота
У жовтні 1917 року Локлір приєднався до Авіаційної служби армії США. Він отримав відповідну освіту в Остіні й на аеродромі Баррон Філд та став інструктором з пілотування:14.
Ще під час навчання Локлір кілька разів вилазив під час польоту на крило свого біплана (Curtiss JN-4, так звані «Дженні»), що у майбутьньому стало популярним номером летючих цирків. Вперше він це зробив під час екзамену, протягом якого він мав інтерпретувати накази, які йому передавали з землі за допомогою ліхтаря, та виконати їх. Крило літака заважало йому роздивитися повідомлення, тому Локлір доручив вести літак інструкторові, а сам виліз на крило і прочитав повідомлення. Іспит, зданий у такий незвичайний спосіб, прийняли. Пізніше Локлір ще кілька разів виходив на крила з метою дрібного ремонту літака під час польоту. Командир заохочував його робити подібні трюки, оскільки це підвищувало морально-психологічний стан інших курсантів, зменшуючи їхній страх перед польотами. Спостерігаючи за витівками Локліра, деякі пілоти почали розробляти власні трюки, і мистецтво «ходіння по крилах» отримало розвиток.
Під час Першої світової війни Локлір уперше побачив виступ летючого цирку. У 1919 році він у званні другого лейтенанта звільнився з армії разом з двома військовими колегами — Мілтоном Елліотом і Ширлі Шортом. Разом із менеджером і промоутером Вільямом Пікенсом вони незабаром придбали власні літаки та створили «Летючий цирк Локліра» (англ. The Locklear Flying Circus).
Фірмовим трюком Локліра був стрибок з одного літака на інший у польоті. Пізніше він розробив вдосконалену версію цього трюку, яку назвав «Танок смерті» (англ. Dance of Death) — цей номер полягав у тім, що два пілоти в двох літаках мінялися місцями в повітрі. Також Локлір першим придумав такий номер, як пересадка на великій швидкості з гоночного автомобіля на мотузкову драбину, підвішену до літака, що летів над самою землею.
Локлір розробив більшість основних прийомів вінг-вокінгу, і сучасники вважали його батьком авіаційної акробатики. Він удосконалив такі базові трюки, як стійка на руках на крилі і висіння на трапеції чи мотузковій драбині, тримаючись за неї зубами.
7 квітня 1920 року Локлір став першим, кого оштрафували за необережне водіння в повітрі. Сума штрафу склала 25 доларів (станом на 2024 рік це приблизно 440 доларів).

## Кар'єра у кіно
Повітряний цирк своїми виступами по всій території Сполучених Штатів привернув увагу Голлівуду. Пікенс домовився, щоб Локлір знявся в кіно як каскадер. Це відкрило Локліру шлях до кінокар'єри, з огляду на яку його досі вважають найкращим «авіаційним каскадером у світі». Карл Леммле, керівник Universal Pictures, погодився заплатити за скасування всіх авіашоу Локліра, запланованих на липень 1919 року, щоб укласти з ним контракт на пропоновану серію з двох фільмів:13. Локлір підписав контракт на головну роль у фільмі «Велике повітряне пограбування», який зображував пілотів повітряної пошти:10, 16.
Основні зйомки фільму розпочалися в липні 1919 року на аеродромі Де Мілль Філд-1 (Лос-Анджелес, Каліфорнія), що належав продюсеру Сесілу Б. ДеМіллю. Цей аеродром використовували як базу для польотів, також літак Локліра Curtiss JN-4 встановлювали тут на спеціальну дерев'яну платформу для зйомок крупних планів. «Велике повітряне пограбування» було насамперед можливістю продемонструвати повітряні трюки, які зробили Локліра відомим. Студія вела масштабну рекламну кампанію, Леммле оголосив фільм «…найдивовижнішою та неймовірною фотодрамою всіх часів» (англ. …the most amazing and unbelievable photodrama of all time):59. Рекламна кампанія включала прем'єру в Superba Theatre у Лос-Анджелесі та двомісячний тур з Локліром:20-21.
Незважаючи на те, що «Велике повітряне пограбування» мало комерційний успіх, Леммле не погодився зняти другий фільм із Локліром у головній ролі, через що Локлір подав судовий позов на 25 000 доларів проти Universal. Не бажаючи повертатися до авіашоу, він хотів продовжити свою голлівудську кар'єру, і в квітні 1920 року підписав контракт на роль у фільмі «The Skywayman» (1920) :20.
Основні зйомки фільма розпочалися 11 червня 1920 року, головною оперативною базою був другий аеродром Де Мілля у Лос-Анджелесі — Де Мілль Філд-2:10. Незважаючи на публічну заяву Локліра про те, що будуть задіяні нові трюки, «сміливіші за всі, що коли-небудь були зняті на плівку», на зйомках використовувалися переважно імітації трюків на землі, а трюки в реальних польотах використовувалися меншою мірою:20-21. Два зі справжніх трюків — повалення шпиля церкви літаком Локліра та пересадка з літака на потяг — були проблематичними, і обидва ледь не закінчилися катастрофою:10.

## Особисте життя

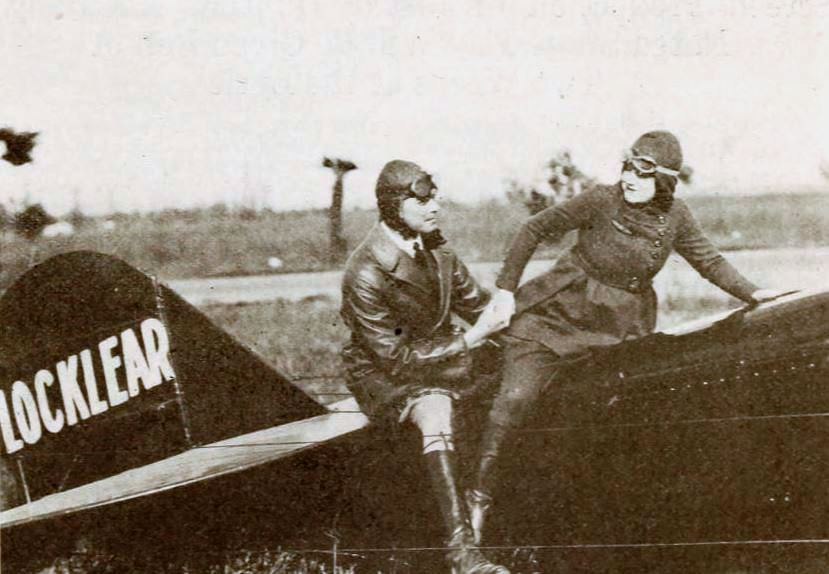
Ормер Локлір і Віола Дейна, 1920 рік.

У 1915 році Локлір одружився на Рубі Ґрейвз. Шлюб був нещасливим, оскільки вони мали абсолютно різні характери. У 1919 році вони розійшлися, коли Локлір переїхав до Лос-Анджелеса, але Ґрейвз відмовилася надати Локліру розлучення, і вони залишалися в законному шлюбі до смерті Локліра.
У розлуці з Ґрейвз Локлір познайомився з овдовілою актрисою німого кіно Віолою Дейною. Вони почали стосунки і на момент смерті Локліра були заручені. Дейна була свідком авіакатастрофи, в якій загинув Локлір, і була настільки травмована цією подією, що відмовлялася літати наступні 25 років. У 1980 році вона розповіла про свої стосунки з Локліром і цю катастрофу в документальному телесеріалі «Голлівуд».

## Загибель
Останнім трюком, запланованим на зйомки для The Skywayman, була нічна сцена, в якій літак падає у штопорі. Спочатку це хотіли знімати при денному світлі з камерами, оснащеними червоними фільтрами для імітації темряви. Локлір наполіг, щоб цю сцену знімали вночі. В той час він перебував у стані стресу, по-перше через кризу в сімейному житті, а по-друге тому що керівник студії Вільям Фокс не збирався продовжувати з ним контракт більше одного фільму:23. Студія поступилася, і розголос навколо цього незвичайного трюку призвів до того, що 2 серпня 1920 року зібрався великий натовп, щоб побачити зйомки:6.
На Де Мілль Філд-2 були встановлені великі студійні дугові прожектори, якими планувалося освітлювати літак і загасити на фінальних обертах штопору. Це мало створити враження, що літак розбився. Локлір заздалегідь попросив освітлювачів погасити світло, коли він наблизиться до нафтових вишок, біля яких велися зйомки, щоб він міг побачити, як вийти зі штопору.
Після завершення серії повітряних маневрів Локлір дав команді знак, що він буде знижуватися. На очах у глядачів і знімальної групи Локлір і його давній партнер по польотам Скітс Елліот на своїй «Дженні» з великою швидкістю врізалися в шламовий басейн нафтової свердловини, так і не вирвавшись зі штопора. Аварія призвела до потужного вибуху та пожежі, Локлір та Елліот загинули миттєво. Після аварії було висловлено припущення, що ті п'ять прожекторів, які залишилися повністю включеними, могли засліпити екіпаж літака:24.
Оскільки фільм окрім цієї сцени вже було відзнято, студія Fox Film прийняла рішення отримати вигоду й від катастрофи, запустивши The Skywayman на постпродакшн і випуск. Прем'єра фільму, що відбулася в Лос-Анджелесі 5 вересня 1920 року, супроводжувалася твердженням, що «Кожен дюйм плівки показує вражаючий (і фатальний) останній політ Локліра, його смертельно небезпечні подвиги та крупний план його вражаючого падіння на Землю» (англ. «Every inch of film showing Locklear's spectacular (and fatal) last flight. his death-defying feats and a close up of his spectacular crash to Earth». Після виходу фільму Fox Film публічно оголосила, що 10 % прибутку піде родинам Локліра та Елліота:6-7.
Локлір похований на кладовищі Ґрінвуд у Форт-Верті, штат Техас.

## Фільмографія
| Рік  | Назва                                                       | Роль                                | Примітки                                               |
| ---- | ----------------------------------------------------------- | ----------------------------------- | ------------------------------------------------------ |
| 1919 | Велике повітряне пограбування (англ. The Great Air Robbery) | Ларрі Кессіді                       | втрачений фільм                                        |
| 1920 | The Skywayman                                               | Капітан Норман, каскадерські роботи | Випущений після смерті Локліра, втрачений              |
| 1920 | Screen Snapshots, Series 1, No. 7                           | В ролі самого себе                  | короткометражний фільм, випущений після смерті Локліра |